# Croton sutup
Espèce
Classification APG II (2003)
Croton sutup est une espèce de plantes à fleurs du genre Croton et de la famille des Euphorbiaceae, présente au Mexique (Quintana Roo, Yucatan).